# Konstantynów-Kolonia
Konstantynów-Kolonia – wieś w Polsce położona w województwie lubelskim, w powiecie bialskim, w gminie Konstantynów.
Do 2015 r. – Konstantynów, kolonia wsi Konstantynów. W latach 1975–1998 miejscowość administracyjnie należała do województwa bialskopodlaskiego.
Wieś jest sołectwem w gminie Konstantynów. 